# Rosalba alcidionoides
Rosalba alcidionoides är en skalbaggsart som beskrevs av Thomson 1864. Rosalba alcidionoides ingår i släktet Rosalba och familjen långhorningar. Inga underarter finns listade i Catalogue of Life.